# Giuseppe D'Amato
Giuseppe D'Amato (Ottati, Italia, 25 de mayo de 1961) es un historiador italiano, especializado en Rusia y la antigua URSS, y comentarista de política internacional.

## Biografía
Después de haberse licenciado en Italia en los años Ochenta, fue alumno del académico ruso Sigurd Ottovich Schmidt en el Istituto histórico-archivista de Moscú de la Universidad Estatal rusa para las Humanidades. A principio de los años Noventa obtuvo el doctorado en historia.

## Redacción
D'Amato escribió un libro sobre los viajeros italianos a Rusia en los siglos 15-16 y estudió las relaciones ruso-italianas. Algunos de sus artículos han sido publicados en otros idiomas además del italiano Ha editado tres libros sobre la desintegración de la URSS, la ampliación de la UE hacia el Este, y el euro-integración.